# 미할리스 대장
미할리스 대장(그리스어: Ο Καπετάν Μιχάλης, 영어: Captain Michalis)은 1953년에 니코스 카잔차키스가 쓴 소설이다. 여러 번역본에는 <자유 아니면 죽음>으로 알려져 있다. 작가는 그의 어린시절 크레타에 의해 받은 영향을 작품에 담았으며 특히, 크레타 그리스어의 관용구를 사용하였다.

## 소설 제목
이 소설의 제목인 미할리스라는 이름은 작가인 니코스 카잔차키스의 부친인 미할리스 카잔차키스를 기리기 위한 것이다. 대장은 부친이 게릴라단체의 지도자로 있었기에 부친 것이다.

## 크레타의 역사
이 소설에 등장하는 크레타는 역사적인 면에서 외세의 압제를 오랫동안 받아왔기에 더욱 의미를 갖는다. 15세기부터 400년동안 기독교를 믿는 그들이 이슬람교도인 터키의 지배를 받은데다, 그리스 본토는 1829년 독립을 차지하였으나 크레타는 20세기가 되서야 주권을 회복하게 된다. 이런 외세의 지배하에 오랜 기간 있어 왔기에 이책의 부제목에서 <자유 아니면 죽음>이 더욱 의미하는 바가 크다.